# Зграда аматерског позоришта „Добрица Милутиновић“
Зграда аматерског позоришта Добрица Милутиновић је непокретно културно добро смештено  на простору Сремске Митровице.

## Опис и историјат
Први познати траг аматерског позоришног живота у Сремској Митровици забележен је 1842. године, када је комад „Кнез Лазар“ први пут приказан публици.
Тек по завршетку Другог светског рата у граду било основано прво професионално позориште. Крајем 1944. године Уметничка екипа Народноослободилачког одбора за Срем прешла је из Босутских шума у Сремску Митровицу, почела да игра представе, чиме је основано прво Позориште у Војводини. Представе су одиграване у сали „Српског дома“ који је имао 418 места и 300 места за стајање.
Ово позориште је било домаћин Суртета професионалних позоришта Војводине 1993. и 1998. године.

## Позориште данас
Позориште "Добрица Милутиновић" је професионално позориште са дуготрајном  традицијом неговања аматера.
Ово позориште је и домаћин је многих културно-уметничких програма као што је "Фестивал беседништва".
Датума 27. марта 2015. године Позориште је обележило 70 година постојања. 
Редитељ Свечане академије био је Филип Гајић, Академију је отворила Мира Бањац, а учествовали су скоро сви митровачки глумци свих генерација.